# Jean Dolabella
Jean Dolabella (Uberaba, 1978. május 14. –) brazil zenész. 2006-tól 2011-ig ő volt a Sepultura dobosa.
Az olasz származású zenész szerezte a 2012-es Scooby-Doo a rivaldafényben című film egyik betétdalát.